# Löpförband

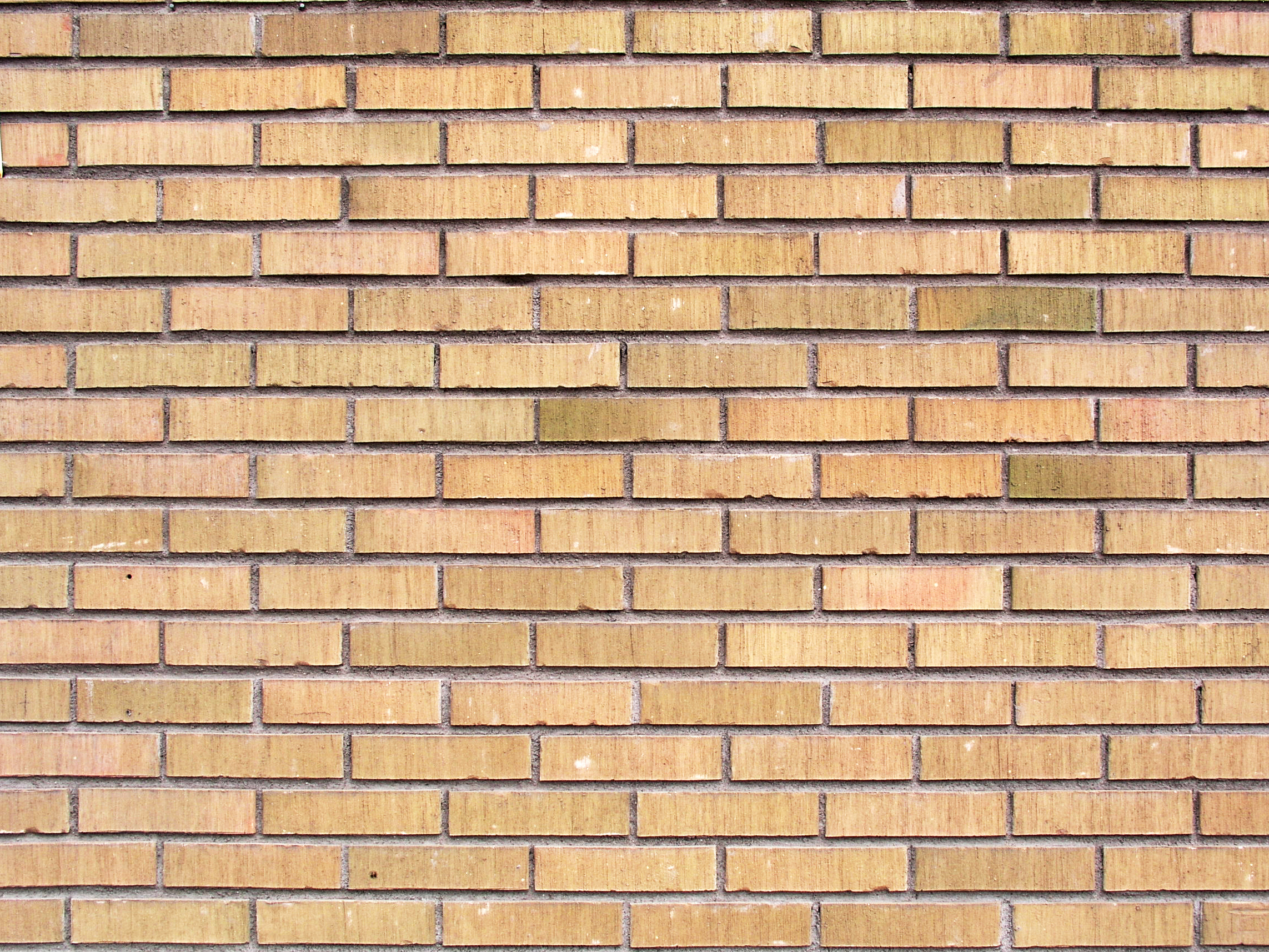
Löpförband med 1/2-stens förskjutning

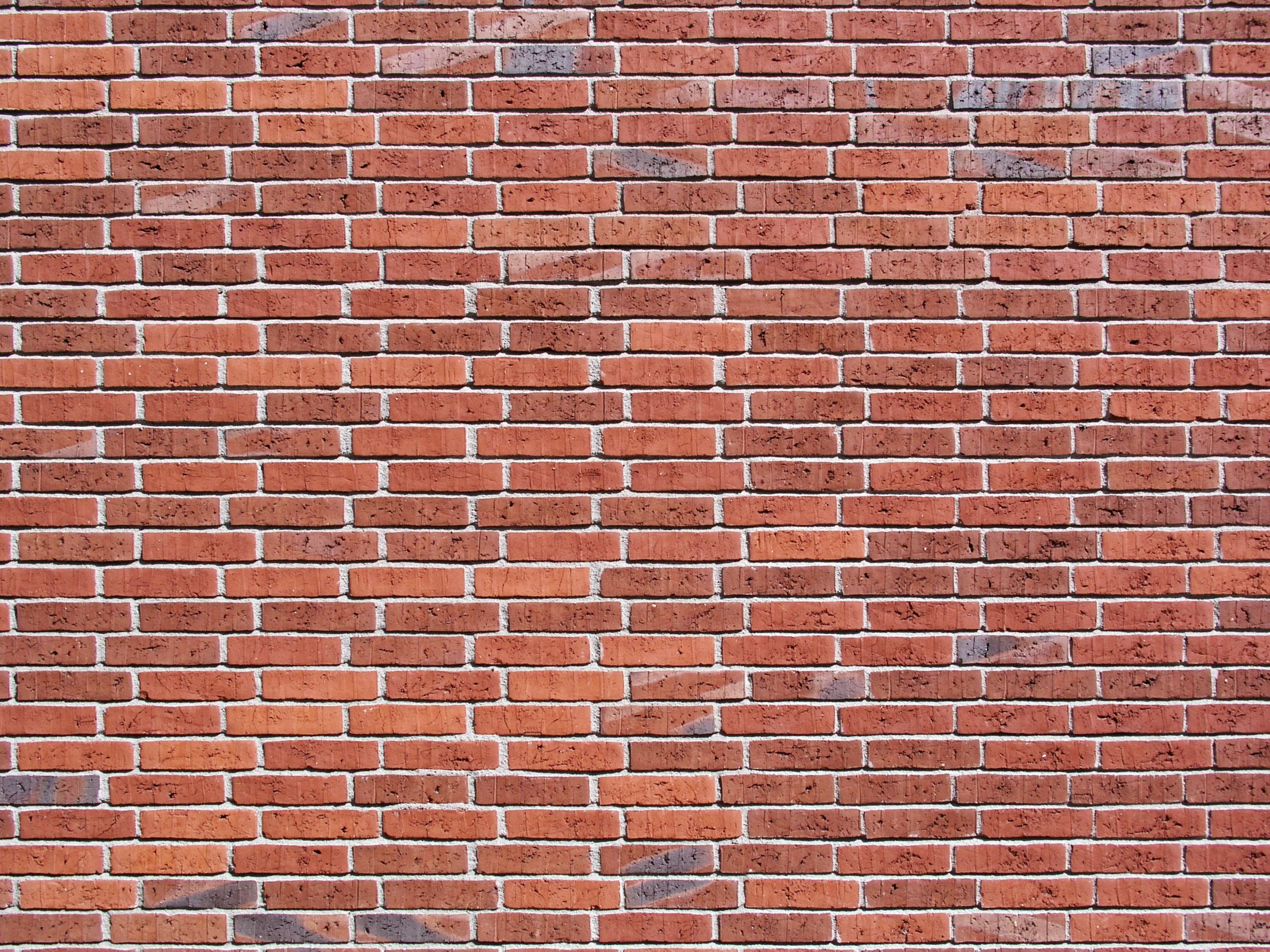
Löpförband med 1/4-stens alternerande förskjutning

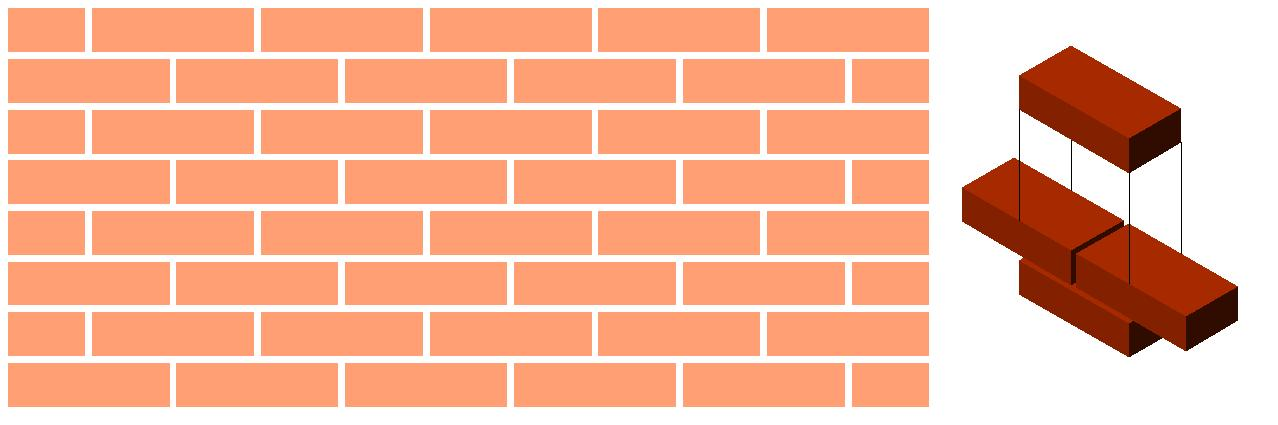

Löpförband är ett murförband bestående enbart av löpskift. Förbandet är vanligt förekommande som beklädnadsförband.
Förskjutningen mellan skiften kan ske med 1/2-sten eller 1/4-sten. En 1/4-stens förskjutning åt samma håll för varje skift ger ett markerat diagonalt mönster.